# Annabergit

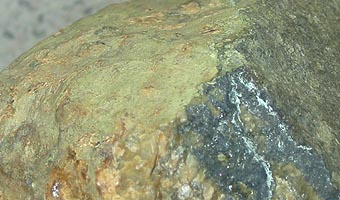
Skała pokryta annabergitem

Annabergit (kwiat niklowy) – bardzo rzadki minerał z gromady arsenianów. Jego nazwa pochodzi od kopalni kruszców Annaberg znajdującej się w Saksonii.

## Charakterystyka

### Właściwości
Krystalizuje w układzie jednoskośnym. Tworzy kryształy o pokroju słupkowym, łuseczkowym, listewkowy, igiełkowym i tabliczkowym. Występuje w skupieniach zbitych, ziarnistych, ziemistych, pręcikowych, groniastych, rozetkowych i promienistych. Typową formą wystepowania są ziemiste naskorupienia, wykwity i naloty. Dobrze wykształcone kryształy tworzą szczotki krystaliczne w kawernach i szczelinach skalnych. Jest minerałem miękkim, giętkim, przezroczystym, przeświecającym do nieprzezroczystego, rozpuszcza się w kwasach, łatwo się topi. Zasobna w mangan odmiana nazywana jest cabrerytem. 

### Występowanie
Powstaje jako minerał wtórny w strefie wietrzenia arsenowych złóż kruszcowych zawierających nikiel. Często występuje z erytrynem, chloantytem, farmakolitem, proustytem, syderytem, barytem, kalcytem, nikielinem, millerytem, adaminem, dolomitem i kwarcem.

### Miejsce występowania
- Na świecie:  Lawrio (Grecja); Annaberg, Schneeberg, Richelsdorf (Niemcy), Maroko, Sierra Cabrera (Hiszpania)[2]; Czechy – Jachymov, Słowacja, Kanada (Ontario), Chile, Meksyk, USA (Nevada), Francja, Włochy (Sardynia)[1][4][5].

- W Polsce: śladowe ilości stwierdzono w łupkach miedzionośnych okolic Lubina i Polkowic, w G. Kaczawskich, Rudawach Janowickich i G. Izerskich[5].

### Zastosowanie
Minerał ma znaczenie głównie dla kolekcjonerów, a także jako wskaźnik występowania kruszców niklu. Czasami wykorzystywany jest jako ruda niklu.